# Stadion Esserberg
Stadion Esserberg is een voetbalstadion in Haren, gelegen op het Sportpark Esserberg. Het stadion is de thuishaven van Be Quick 1887. Het stadion ligt tegen de stad Groningen aan. Het is genoemd naar een weidegebied ten westen van het gehucht Essen, gelegen tussen Groningen en Haren.
Het stadion is in 1921 gebouwd in de stijl van de Amsterdamse School en werd op 18 november van dat jaar in gebruik genomen. Het is een ontwerp van de architect Evert van Linge, een van de spelers van het elftal van Be Quick dat in 1920 landskampioen werd. In 1933 brandde de houten eretribune af, waarna Evert van Linge een nieuwe tribune van beton liet bouwen. Van Linge liet zich met de bouw van deze tribune inspireren door de Marathon Tribune van het Olympisch Stadion. Oorspronkelijk had Stadion Esserberg een capaciteit van 18.000 toeschouwers, tegenwoordig is de officiële capaciteit 12.000 toeschouwers.
De Esserberg is het oudste stadion in het noorden van Nederland. Voor de invoering van het betaald voetbal werden alle belangrijke wedstrijden van Groningse teams hier gespeeld. Vlak bij het stadion, aan de Esserweg, was het eindpunt van een van de lijnen van de Groningse trolleybus. Onder invloed van de successen van GVAV werd de functie van belangrijkste stadion overgenomen door het Stadion Oosterpark.
Van 1977 tot 2013 werd op De Esserberg tijdens de pinksterdagen het Eurovoetbal-toernooi gespeeld.
In 1997 werd het stadion gerestaureerd. In 2014 is het Esserbergstadion aangewezen als gemeentelijk monument. In 2018 werd de gerenoveerde zittribune van het stadion vernoemd naar Evert van Linge.